# Eloy Inos
Eloy Songao Inos, né le 26 septembre 1949 à Saipan et mort le 28 décembre 2015 à Seattle, est un homme politique américain. Il est gouverneur des Îles Mariannes du Nord du 20 février 2013 au 28 décembre 2015.

## Biographie
Secrétaire aux finances des Îles Mariannes du Nord à partir de janvier 2006, Eloy Inos devient lieutenant-gouverneur du territoire le 1er mai 2009. À ce titre, il succède à Benigno Fitial comme gouverneur le 20 février 2013, quand ce dernier est contraint à la démission à la suite d'une affaire de corruption. Membre du parti Engagement (Covenant Party), créé en 2001 par Fitial, il le quitte en 2013 pour rejoindre le Parti républicain. Inos est élu gouverneur le 18 novembre 2014 en obtenant 56,96 % des voix au second tour face à Heinz Hofschneider.
Le 28 décembre 2015, il meurt à l'âge de 66 ans au cours d'une opération à cœur ouvert dans un hôpital de Seattle.